# Gilbert O'Sullivan
Gilbert O'Sullivan, pseudonimo di Raymond Edward O'Sullivan (Waterford, 1º dicembre 1946), è un cantautore irlandese, conosciuto soprattutto per le sue canzoni dei primi anni settanta, Alone Again (Naturally) che arriva prima nella Billboard Hot 100 per sei settimane e terza nel Regno Unito, Nothing Rhymed, Clair e Get Down.

## Biografia
Nei primi anni di vita, la famiglia O'Sullivan si trasferisce a Swindon nella contea di Wiltshire, in Inghilterra, nel Regno Unito, e qui O'Sullivan comincia a sviluppare un interesse per la musica e l'arte. Allo Swindon Art College nel 1963 incontra Rick Davies che diventerà poi un membro dei Supertramp.
Gilbert O'Sullivan firma un contratto con la CBS Records nel 1967, dove Stephen Shane, poi Manager professionale alla CBS's April/Blackwood publishing division, lo chiama e lo soprannomina Gilbert O'Sullivan, un gioco di parole sui nomi del team di autori del Savoy Opera, Gilbert e Sullivan.
Dopo due singoli flop con la CBS ed uno con l'etichetta irlandese "Major Minor", Gilbert manda alcune demo a Gordon Mills, manager di Tom Jones e Engelbert Humperdinck, dopo di che firma con l'etichetta Mills (Mam Records).
Il 30 ottobre 1970 viene pubblicato il 45 giri Nothing Rhymed,  che entra in classifica ottenendo anche successo all'estero. Il brano viene incluso nell'album Himself, pubblicato nell'agosto 1971, che raggiunse la quinta posizione della classifica britannica (il 25 settembre 1971), mentre fu nona (il 30 settembre 1972) nella classifica statunitense Billboard 200.

## Discografia parziale

### Album in studio
- 1971 - Himself
- 1972 - Back to Front
- 1973 - I'm a Writer, Not a Fighter
- 1974 - A Stranger in My Own Back Yard
- 1977 - Southpaw
- 1980 - Off Centre
- 1982 - Life & Rhymes
- 1987 - Frobisher Drive
- 1991 - Sounds of the Loop
- 1992 - The Little Album
- 1995 - Every Song Has It's Play
- 1997 - Singer Sowing Machine
- 2001 - Irlish
- 2003 - Piano Foreplay
- 2007 - A Scruff at Heart
- 2011 - Gilbertville
- 2015 - Latin ala G!
- 2022 - Driven

### Album dal vivo
- 1993 - Tomorrow Today - Live in Japan '93

### Raccolte
- 1976 - Gilbert O'Sullivan Greatest Hits
- 1978 - Gilbert O'Sullivan
- 1981 - Spotlight on Gilbert O'Sullivan
- 1984 - The Very Best of Gilbert O'Sullivan
- 1985 - 20 Golden Pieces of Gilbert O'Sullivan
- 1986 - Unforgettable - 16 Golden Classics
- 1991 - Nothing But the Best
- 1991 - The Best of Gilbert O'Sullivan
- 1992 - Rare Tracks
- 1992 - Tomorrow, Today / Gilbert O'Sullivan Best of Best
- 1993 - Clair
- 1995 - The Best of Gilbert O'Sullivan Live in Japan
- 1996 - Greatest Hits
- 1997 - The Best of Gilbert O'Sullivan
- 1998 - The Greatest Hits
- 2001 - The Best of Gilbert O'Sullivan
- 2003 - Caricature: The Box
- 2004 - The Other Sides of Gilbert O'Sullivan
- 2004 - The Berry Vest of Gilbert O'Sullivan
- 2004 - Best Hits & Rarities
- 2004 - Gilbert O'Sullivan
- 2005 - Gilbert O'Sullivan
- 2012 - The Very Best of Gilbert O'Sullivan a Singer and His Songs
- 2012 - The Ultimate Collection
- 2016 - The Essential Collection